# Йовановски, Бояна
Бо́яна Йовано́вски-Пе́трович (серб. Бојана Јовановски Петровић; родилась 31 декабря 1991 года в Белграде, СФРЮ) — сербская профессиональная теннисистка; победительница двух турниров WTA в одиночном разряде; финалистка Кубка Федерации (2012) в составе национальной сборной Сербии.

## Общая информация
Бояна — одна из двух дочерей Зорана и Снежаны Йовановски; её сестру зовут Виктория.
Бояна занимается теннисом с 7 лет, впервые придя в спортивную секцию по настоянию отца. Он же ныне числится тренером спортсменки.
Сербка считает своим любимым покрытием хард, лучшим ударом — форхенд.

## Спортивная карьера
Первые годы
Бояна провела вполне успешную юниорскую карьеру, множество раз дойдя до четвертьфиналов турниров Большого шлема в обоих разрядах, а также несколько раз отметившись в финалах турниров категории А в Италии и Бразилии. Пик успехов приходится на 2008 год, когда имевшаяся стабильность результатов позволила Йовановски взобраться на пятую строчку классификации.
В 2006-м году начались первые попытки сербки попробовать себя в матчах взрослого тура: дебютное соревнование (10-тысячник в Прокупле) удалось начать с выигранного матча. Через два года, когда участие в подобных турнирах приняло более регулярный характер, Бояна выиграла здесь аналогичный по статусу турнир. В августе того же года Йовановски получает свой первый взрослый одиночный рейтинг, заняв 882-ю строчку в классификации. В ноябре удаётся преодолеть ещё один рубеж: на пути к полуфиналу на 25-тысячнике в индийской Пуне сербка впервые обыгрывает действующего игрока Top200 одиночного рейтинга (обыграна румынка Агнеш Сатмари). Ближе к концу года это достижение удаётся улучшить, когда в полуфинале 50-тысячника в Нью-Дели Бояна побеждает на тот момент 136-ю ракетку мира Машу Зец-Пешкирич из Словении.
В 2008-м же году происходит первый заметный взрослый успех в паре: Йовановски вместе с румынкой Элорой Дабижей доходят до финала 25-тысячника в Пуне, где уступают дуэту из Тайваня. Через год результаты Бояны продолжают улучшаться и она постепенно поднимается в классификации. Одним из плодов этого становится августовский дебют сербки на взрослых турнирах Большого шлема: с первой попытки Йовановски доходит до финала отбора, где уступает американке Карли Галликсон. Вскоре после этого, на грунтовом турнире в Софии сербке удаётся впервые обыграть игрока Top100 одиночной классификации: на пути к четвертьфиналу местного 100-тысячника обыграна 81-я ракетка мира Полона Херцог из Словении. После данного соревнования Бояна впервые попадает в Top200 в одиночном рейтинге. Серия удачных турниров в Азии в конце того года позволяет ей не только закрепить эти позиции, но и начать следующий год в Top150 классификации.
2010-12
Вторая попытка пройти квалификацию на турнире Большого шлема вновь оказывается неудачной и вновь Йовановски останавливается лишь в шаге от основы: на этот раз путь ей преграждает немка Катрин Вёрле. Набранных после этого очков оказывается достаточно, чтобы чуть позже — на соревнованиях в Куала-Лумпуре — дебютировать в основе турнира WTA. Вновь, как когда-то в ITF, сербка начинает своё участие в подобных турнирах с победы. Относительно стабильно и результативно проведя грунтовый сезон, Йовановски набирает достаточный рейтинг чтобы на своём четвёртом турнире Большого шлема — на Уимблдоне — впервые попасть в основную сетку (в первый же раз для этого не пришлось играть квалификацию). Во второй половине сезона сербка начинает добиваться всё больших успехов на соревнованиях WTA: в августе, на крупном турнире в Цинциннати, уроженке Белграда удаётся впервые победить игрока Top20, обыграв француженку Араван Резаи. Через несколько месяцев приходит и первая победа над игроком Top10 — на ещё более крупном турнире в Пекине обыграна соотечественница Елена Янкович (№ 7 на тот момент). В конце сезона Йовановски вновь результативно проводит турниры в Азии и не только закрепляется в Top100, но и начинает следующий сезон в статусе 76-й ракетки мира.
Импульс удачных выступлений в сезоне-2010 перенёсся и на начало сезона-2011: Йовановски из квалификации добирается до полуфинала очень сильного по составу турнира в Сиднее, переиграв по пути трёх игроков Top25 и уступив лишь будущей чемпионке Ли На. Не безуспешен оказывается и Australian Open: Йовановски выходит во второй круг и там три сета борется со второй ракеткой мира Верой Звонарёвой. В дальнейшем результаты постепенно снижаются, но набранного до этого хватает чтобы в мае впервые войти в число пятидесяти сильнейших теннисисток мира. Во второй половине года Бояна не часто напоминает о себе, но иногда всё таки отмечается неплохими выступлениями: так в июне она из квалификации пробивается во второй круг соревнований в Истборне, оставив не у дел 14-ю ракетку мира Анастасию Павлюченкову. Позже сербка пробивается в четвертьфинал турнира в Колледж-парке. Повторить прошлогоднюю осенне-зимнюю кампанию не удаётся и к февралю 2012 года Йовановски вылетает из первой сотни. Постепенно сербка вернулась к лучшей игровой форме: полуфинал на крупном турнире ITF в Нассау и четвертьфинал на соревновании WTA в Копенгагене позволяют ей отобраться в основную сетку Roland Garros без участия в квалификации, а также набрать дополнительную уверенность в своих силах, чтобы летом регулярно выигрывать 2-3 матча на соревнованиях WTA и выиграть свой первый титул на подобном уровне: переиграв в финале в Баку американку Джулию Коэн. Также в 2013 году Бояна помогла своей сборной добраться до финала Кубка Федерации, принеся сербкам две решающие победы в четвертьфинале со сборной Бельгии.
2013
Сезон-2013 продолжил удачную серию результатов прошлого года: Йовановски сыграла в четвертьфинале турнира в Шэньчжэне, вышла в четвёртый круг Australian Open. За подъёмом последовал спад: между австралийским и французским турнирами Большого шлема сербка выиграла лишь один матч, но на рубеже весны и лета Бояна смогла на короткий период улучшить результаты, выиграв на паре турниров в Париже и Бирмингеме сразу четыре матча. Лето вновь прошло без особых достижений: Йовановски сыграла лишь пять турниров, выиграв на трёх из них по матчу. Недостаток игровой практики заставил сербку внепланово сыграть приз в Ташкенте, пройдя там из квалификации к титулу, переиграв в финале основы Ольгу Говорцову.
Сборная и национальные турниры
В 2010-м году сербка получила свой первый шанс сыграть за сборную, составив пару Елене Янкович в матче плей-офф Мировой группы против сборной Словакии. Бояна выиграла одну из своих одиночных встреч, но этого не хватило для общей победы. Через год, в матче со сборной Канады, Йовановски уже была безоговорочным первым номером своей команды, выиграв обе одиночные встречи и в паре с Александрой Крунич принеся Сербии решающее очко. В 2012-м ситуация почти повторилась, когда во второй день матча со сборной Бельгии национальная команда осталась без своего тогдашнего лидера — Елены Янкович. Бояна вновь справилась с ответственностью и, как и год назад, помогла сборной выиграть встречу.

## Рейтинг на конец года
| Год  | Одиночный рейтинг | Парный рейтинг |
| 2016 | 601               |                |
| 2015 | 76                | 685            |
| 2014 | 58                | 203            |
| 2013 | 36                | 319            |
| 2012 | 56                | 1066           |
| 2011 | 65                | 730            |
| 2010 | 71                | 588            |
| 2009 | 189               | 584            |
| 2008 | 561               | 700            |

## Выступления на турнирах

### Финалы турнировWTAв одиночном разряде (4)

#### Победы (2)
| Легенда:                    |
| --------------------------- |
| Турниры Большого Шлема (0)  |
| Олимпиада (0)               |
| Итоговый чемпионат года (0) |
| Premier Mandatory (0)       |
| Premier 5 (0)               |
| Premier (0)                 |
| International (2)           |

| Титулы по покрытиям | Титулы по месту проведения матчей турнира |
| ------------------- | ----------------------------------------- |
| Хард (2)            | Зал (0)                                   |
| Грунт (0)           | Зал (0)                                   |
| Трава (0)           | Открытый воздух (2)                       |
| Ковёр (0)           | Открытый воздух (2)                       |

| №  | Дата             | Турнир              | Покрытие | Соперница в финале | Счёт           |
| 1. | 28 июля 2012     | Баку, Азербайджан   | Хард     | Джулия Коэн        | 6-3 6-1        |
| 2. | 14 сентября 2013 | Ташкент, Узбекистан | Хард     | Ольга Говорцова    | 4-6 7-5 7-6(3) |

#### Поражения (2)
| №  | Дата             | Турнир              | Покрытие | Соперница в финале | Счёт       |
| 1. | 27 июля 2014     | Баку, Азербайджан   | Хард     | Элина Свитолина    | 1-6 6-7(2) |
| 2. | 13 сентября 2014 | Ташкент, Узбекистан | Хард     | Карин Кнапп        | 2-6 6-7(4) |

### Финалы турнировWTA 125иITFв одиночном разряде (9)

#### Победы (5)
| Легенда:        |
| --------------- |
| WTA 125 (1)     |
| 100.000 USD (0) |
| 75.000 USD (0)  |
| 50.000 USD (0)  |
| 25.000 USD (1)  |
| 10.000 USD (3)  |

| Титулы по покрытиям | Титулы по месту проведения матчей турнира |
| ------------------- | ----------------------------------------- |
| Хард (2)            | Зал (0)                                   |
| Грунт (3)           | Зал (0)                                   |
| Трава (0)           | Открытый воздух (5)                       |
| Ковёр (0)           | Открытый воздух (5)                       |

| №  | Дата             | Турнир                      | Покрытие | Соперница в финале | Счёт           |
| 1. | 13 июля 2008     | Прокуплье, Сербия           | Грунт    | Карина Моргошова   | 6-0 6-1        |
| 2. | 24 августа 2008  | Винковцы, Хорватия          | Грунт    | Зорица Петров      | 6-1 6-3        |
| 3. | 7 сентября 2008  | Брчко, Босния и Герцеговина | Грунт    | Грасия Радованович | 6-4 3-6 6-2    |
| 4. | 25 декабря 2010  | Пуна, Индия                 | Хард     | Нина Братчикова    | 6-4 6-4        |
| 5. | 27 сентября 2013 | Нинбо, Китай                | Хард     | Чжан Шуай          | 6-7(7) 6-4 6-1 |

#### Поражения (4)
| №  | Дата            | Турнир        | Покрытие | Соперница в финале | Счёт        |
| 1. | 27 декабря 2008 | Дели, Индия   | Хард     | Сандра Заглавова   | 4-6 3-6     |
| 2. | 21 ноября 2009  | Пуна, Индия   | Хард     | Рика Фудзивара     | 7-5 4-6 3-6 |
| 3. | 29 ноября 2009  | Тоёта, Япония | Ковёр(i) | Кимико Датэ-Крумм  | 5-7 2-6     |
| 4. | 18 декабря 2010 | Дубай, ОАЭ    | Хард     | Саня Мирза         | 6-4 3-6 0-6 |

### Финалы турнировWTA 125иITFв парном разряде (1)

#### Поражения (1)
| №  | Дата           | Турнир      | Покрытие | Партнёрша    | Соперницы в финале        | Счёт           |
| 1. | 15 ноября 2008 | Пуна, Индия | Хард     | Элора Дабижа | Чжан Кайчжэнь Хуан Исюань | 7-5 2-6 [7-10] |

### Финалы командных турниров (1)

#### Поражения (1)
| №  | Год  | Турнир          | Команда                    | Соперник в финале          | Счёт |
| -- | ---- | --------------- | -------------------------- | -------------------------- | ---- |
| 1. | 2012 | Кубок Федерации | Сербия Не играла в финале. | Чехия Шафаржова, П.Квитова | 1-3  |